# Hitch Girl experte en seduction
Hitch Girl experte en séduction est un livre écrit par l'auteure Saya Lopez Ortega, également connue sous le pseudonyme La Baronne. Publié en octobre 2009 par les éditions HG, l'ouvrage est un guide de séduction qui partage les enseignements et l'expérience professionnelle de La Baronne, consultante en séduction, relations publiques et développement personnel, depuis 2008.

## Succès
En 2019, le site américain Goodreads le nomme parmi les livres les plus chauds de l’année.[source insuffisante]
En 2022, il est élu parmi les 25 meilleurs livres de l'année par Lindsay Geller, rédactrice en chef de la rubrique lifestyle du magazine américain Women's Health, qui titre "because Fifty Shades of Grey is so done ", (parce que Fifty Shades of Grey est tellement dépassé).[source insuffisante]
En 2023, Left Bank Pictures (producteur anglo-saxon de la série à succès The Crown) propose le rachat des droits TV que La Baronne refuse, faute de pouvoir interpréter son propre personnage. En effet, désireuse d’incarner son propre rôle, elle s'oppose à l'idée des producteurs qui, de leur côté, préfèrent confier le rôle à une actrice expérimentée.

## Éditions internationales
En janvier 2011, le livre est publié au Brésil sous le titre Hitch Girl expert em sedução par la maison d’édition Lua de Papel filiale du Groupe Leya, où il se vend à près de 50 000 exemplaires.
En septembre 2017, la maison d’édition Vulkan Publishing rachète les droits serbes et publie le livre sous le titre Bices Moj.
En 2019, la maison d'édition VSP Publishing publie le livre aux États-Uniset au Royaume-Uni.
En 2020, les droits hongrois sont rachetés par la maison d'édition Konyvmolykepzo qui le publie en 2021.
En 2021, la maison d'édition Editura Trei rachète les droits pour le publier en Roumanie sous le titre Experta in seductie.